# 浦添市立当山小学校
浦添市立当山小学校（うらそえしりつ とうやましょうがっこう）は、沖縄県浦添市当山二丁目にある公立小学校。略称は「当山小」。県内でも児童数がトップクラスの学校

## 沿革
- 1976年
  - 4月7日 - 開校式、始業式挙行。
  - 4月8日 - 第1回入学式。
- 1978年5月14日 - 校旗制定。
- 1986年2月22日 - 創立10周年記念式典並びに祝賀会
- 1991年3月15日 - 創立15周年式典
- 2004年9月15日 - セカンドスクール実施

※当山小学校HPより一部抜粋。　

## アクセス

### 路線バス
浦西団地入口バス停
- 25番 (普天間空港線)　那覇バス
- 56番 (浦添線)　琉球バス交通

## 進学中学校
- 浦添市立浦西中学校